# Piercing anale

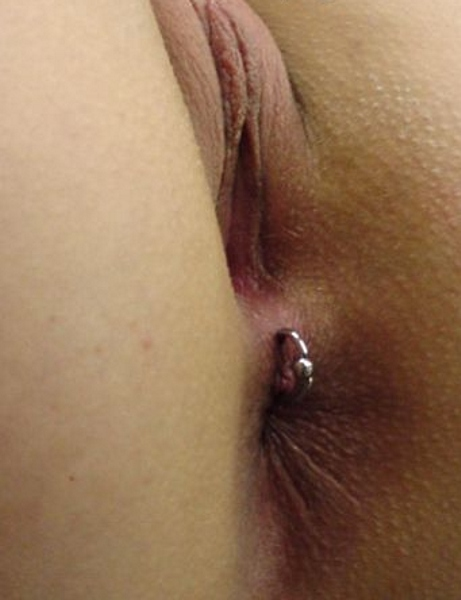
Piercing anale

Il piercing anale o anal piercing è un piercing che attraversa lo sfintere anale. Per ovvie ragioni igieniche è scarsamente praticato e a rischio. Il punto di foratura solitamente corre tra il lato interno dello sfintere anale e il perineo, oppure viene applicato sul perineo. Può essere praticato da donne e uomini, ma solitamente viene effettuato maggiormente dalle prime.
Il piercing rende difficile l'igiene anale; esso viene a contatto con molti agenti patogeni durante le normali e fisiologiche funzioni intestinali, portando ad un elevato rischio di infezione.